# Galearia proseni
Galearia proseni är en stekelart som först beskrevs av Gemignani 1947.  Galearia proseni ingår i släktet Galearia och familjen Eucharitidae. Inga underarter finns listade i Catalogue of Life.